# Patrick Hofmann
Patrick Hofmann (24 de abril de 2001) es un deportista suizo que compite en snowboard. Consiguió una medalla de plata en los X Games de Invierno Aspen 2025, en la prueba de knuckle huck.

## Medallero internacional
| \| X Games de Invierno \| X Games de Invierno \| X Games de Invierno \| X Games de Invierno \| \| Año \| Lugar \| Medalla \| Prueba \| \| ------------------- \| ---------------------- \| ------------------- \| ------------------- \| \| 2025 \| Aspen (Estados Unidos) \| Medalla de plata \| Knuckle huck \| |                        |                  |              |
| X Games de Invierno |                        |                  |              |
| Año | Lugar                  | Medalla          | Prueba       |
| 2025 | Aspen (Estados Unidos) | Medalla de plata | Knuckle huck |